# Музей современного искусства (Панама)
Музей современного искусства в Панаме (исп. Museo de Arte Contemporáneo, MAC Panamá) — художественный музей в городе Панама, основанный в 1983 году; является некоммерческой неправительственной организацией, расположенной на улице Avenida de los Mártires — финансируется корпоративными спонсорами и местными любителями искусства; музейный фонд содержит около 650 произведений современного искусства: картин, скульптур, графики, фотографий, а также — инсталляций и произведений видео-арта; специализируется на панамских и латиноамериканских авторах.

## История и описание
В 1962 году был основан «Панамский институт искусств» (Instituto Panameño de Arte, PANARTE) — это было некоммерческое учреждение, целью которого являлось продвижение искусства страны. PANARTE не имел собственного здания; он работал в арендованных помещениях и, помимо художественных выставок, представлял местной аудитории театральные постановки и музыкальные вечера (концерты); центр также устраивал кинопоказы иностранных фильмов, снятых известными режиссерами. Несмотря на то, что у института не было собственных помещений, им было организовано значительное количество выставок как панамских, так и латиноамериканских художников; зачастую авторы передавали в дар галереи одну или несколько своих работ и таким образом за несколько десятилетий PANARTE сформировал «ценную» музейную коллекцию.
В 1983 году совет директоров PANARTE принял решение о строительстве собственного помещения для размещения и выставления коллекции; мотивацией было то, что — получив собственное помещение — коллекция смогла бы продолжить расти как в количестве, так и в качестве произведений. Центру удалось запустить масштабную кампанию, в которой приняли участие как многочисленные любители искусства, так и местные предприятия. Благодаря многочисленным пожертвованиям, которые были внесены в дополнение к кредиту от Панамского сберегательного банка (Caja de ahorros de Panamá), у организации появилась возможность приобрести и реконструировать бывший масонский храм, располагавшийся в районе Анкон (Ancón).
Таким образом, стало возможным создание постоянной экспозиции — и на базе «Панамского института искусств» был создан Музей современного искусства; музей стал частной организацией, финансируемой как корпоративными спонсорами, так и любителями искусства. Процесс преобразования организации был проведен художниками Кокуи Кальдероном (Coqui Calderón) и Грасиелой де Элета (Graciela de Eleta), которые получили в знак признания своих заслуг ордена Васко Нуньеса де Бальбоа.
Коллекция MAC, состоящая из более чем 650 произведений искусства, включает в себя различные работы, созданные после 1962 года — она позволяет получить представление о большинстве художественных стилей и направлений второй половины XX века. В коллекции представлены многочисленные виды изобразительного искусства: живопись, скульптура, графика и фотография; инсталляции и произведения видео-арта также присутствуют в собрании. Частью музея является и его библиотека, в которой представлено специальные печатные материалы по искусству.